# Krister Henriksson
Krister Henriksson, właśc. Jan Krister Allan Henriksson (ur. 12 listopada 1946 w Grisslehamn) – szwedzki aktor, występował w roli Kurta Wallandera w serialu Wallander, ekranizacji cyklu powieści Henninga Mankella.

## Wczesne życie
Henriksson urodził się w Grisslehamn w gminie Norrtälje. W 1973 roku zagrał w sztokholmskim teatrze główną rolę w sztuce Peer Gynt.

## Kariera
W 1993 roku zaczął grać w Królewskim Teatrze w Sztokholmie. W 1997 roku otrzymał nagrodę Eugene’a O’Neilla. Dwa razy nagrodzony szwedzką Guldbagge Award za najlepszą rolę męską: człowieka chorego na raka w filmie Veranda för en tenor w 1998 roku i w 2005 roku za rolę w Sex, Hope and Love – oba filmy w reżyserii Lisy Ohlin. Otrzymał także szwedzką nagrodę teatralną Guldmasken w 2007 roku za monodram Doktor Glass Hjalmara Söderberga.
Henriksson jest współwłaścicielem teatru Waza (Vasateatern), uczy też aktorstwa w sztokholmskiej szkole teatralnej (Stockholms dramatiska högskola). Wraz ze swoją partnerką życiową Cecilią Nilsson jest także właścicielem firmy produkującej filmy Tåbb Ltd oraz firmy produkującej audiobooki Svenska Ljud Audioförlag (www.svenskaljudclassica.se), Frekvens Produktion Ltd (www.frekvens.se) (razem z aktorami Katariną Ewerlöf i Johanem Rabaeus).

### Filmografia
- Wallander (2005)
- Rekonstrukcja (2003)
- Wiarołomni (2000)

## Życie prywatne
Jest mężem aktorki Cecilii Nilsson. Ma z nią syna.